# الشريف بن الأحرش النايلي
محمد الشريف بن الأحرش النايلي يعرف أيضًا بـالخليفة سي الشريف وشريف بن لحرش (يونيو 1803 - 12 أكتوبر 1864) (ربيع الأول 1218 - 12 جمادى الأولى 1281) عالم مسلم ومتصوف جزائري من ‌أهل القرن الثالث الهجري/التاسع عشر الميلادي. ولد في زاغر بنواحي مدينة الجلفة لأسرة حسنية شريفة ونشأ وتعلم بها. سلك الطريقة الرحمانية الخلوتية السائدة بين أولاد نائل، وكرّس معظم وقته للتدريس والأعمال الخيرية. بايع الأمير عبد القادر وشارك معه في معارك ضد الغزو الفرنسي للجزائر. اشتغل بالتأليف وله خطب ورسائل عديدة.

## سنواته الأولى
ولد محمد الشريف بن الأحرش النايلي الحسنى المالكي في زاغر بنواحي مدينة الجلفة] في شهر ربيع الأول 1218/ يونيو 1803 ونشأ بها. لما بلغ من العمر ثمانية عشر سنة رحل في طلب سلوك الطريقة الصوفية إلى مقام الشيخ المختار الجلالي ببلاد سيدي خالد وبأولاد جلال، فأخذ عنه العد ولقنه الأسماء، وجعله في الخلوة خمسين يومًا، وأقام عنده ثمانية عشر عامًا.

## مهنته

### في الدين والأعمال الخيرية
قام بتدريس الموطأ والشفا وشمائل الترمذي والمواهب، بالإضافة إلى التفسير والنحو والبيان. أذن له شيخه بالتدريس وإعطاء العهد وتعمير زاوية ببلده الجلفة، فأرتحل إليها سنة 1254 هـ/ 1838 م، وأتخذ زاوية بها، وأخل الطلبة. ازداد عدد الطلبة من 300 إلى 500 طالب، نفقهم على حسابه.

سلك الطريقة الرحمانية الخلوتية السائدة بين أولاد نائل، وكرّس معظم وقته للتدريس والأعمال الخيرية. وكل ليلة كان ينادى في الأسواق والشوارع: هل من جائع أو عريان أو ظمآن فمن كان كذلك فليفزع إلى زاوية بن الأحرش فإنه يكفى المئونة.

### في السياسة والعسكرية
التحق بجيش الأمير عبد القادر الجزائري سنة 1249 هـ/ 1832 م فعيّنه كاتبًا له ثم مستشارًا مقربًا. وفي 1843 رقاه عبد القادر إلى رتبة خليفة لمنطقة الجنوب خلفًا للحاج العربي الأغواطي. وكان وفيًا لعبد القادر وحضر بجانبه جميع المعارك الكبرى التي قام بها الأمير، منها معركة جبل جرجرة 1845 ومعركة الغرب الجزائري، كما أنه ذهب معه إلى المغرب وهو مطارد من طرف الجيش الفرنسي ثم رجع معه إلى منطقة أولاد نايل بالجلفة حيث قدم له إعانة مادية وبشرية كبيرة. وتم الأمر نحو هذا الممر إلى أن أستسلم الأمير رفقة بن الأحرش سنة 1847 إلى لويس لاموريسيير. وبعدها نفي عبد القادر إلى فرنسا وسجن الشريف بن الأحرش في سجن المدية ثم سجن بوغار، قصر البخاري.

## وفاته
توفي يوم الأربعاء 12 جمادى الأولى 1281/ 12 أكتوبر 1864 ودفن داخل داره من مصلاه الذي كان يصلي به على طرف مدينة الجلفة، وقبره مشهور يزار.

## مؤلفاته
اشتغل بالتأليف وله خطب ورسائل عديدة، منها:
- الفيض الرحماني في قول بعض الأولياء من رآني ومن رأى من رآني